# Trigueros del Valle
Trigueros del Valle ist ein nordspanischer Ort und eine Gemeinde (municipio) mit nur noch 314 Einwohnern (Stand: 2024) im Nordosten der Provinz Valladolid in der Autonomen Region Kastilien-León; die Gemeinde gehört zum Weinbaugebiet „Cigales D. O.“.

## Lage
Der Ort Trigueros del Valle liegt nahe der Autovía A-62 auf der Ostseite des Río Pisuerga in einer Höhe von ca. 755 m. Die Entfernung zur südlich gelegenen Provinzhauptstadt Valladolid beträgt knapp 30 km (Fahrtstrecke). Das Klima im Winter ist rau, im Sommer dagegen trocken und warm; der eher spärliche Regen (ca. 435 mm/Jahr) fällt überwiegend im Winterhalbjahr.

## Bevölkerungsentwicklung
| Jahr      | 1857 | 1900 | 1950 | 2000 | 2017 |
| Einwohner | 903  | 985  | 769  | 296  | 296  |

Wegen der Mechanisierung der Landwirtschaft und der Aufgabe bäuerlicher Kleinbetriebe sind viele Arbeitskräfte und deren Familien in der zweiten Hälfte des 20. Jahrhunderts in die größeren Städte abgewandert (Landflucht).

## Wirtschaft
Das Umland von Trigueros del Valle war und ist in hohem Maße landwirtschaftlich geprägt, wobei die Viehzucht traditionell eine weniger wichtige Rolle spielte; der Ort bot die notwendigen regionalen Dienstleistungen in den Bereichen Handwerk und Handel. Trigueros del Valle ist Teil des kleinen Weinbaugebiets „Cigales“; der Tourismus spielt nur eine untergeordnete Rolle.

## Geschichte
Um 400 v. Chr. war die Gegend von der keltischen Volksgruppe der Vaccäer besiedelt. Im 2. Jahrhundert v. Chr. brachten die Römer weite Teile der Iberischen Halbinsel unter ihre Kontrolle; sie brachten überdies die Kunst des Weinbaus mit. Im 5. Jahrhundert n. Chr. kamen die Vandalen, die jedoch von den Westgoten nach Nordafrika abgedrängt wurden. Im 8. Jahrhundert drangen arabisch-maurische Heere bis weit in den Norden vor, konnten jedoch die Gebiete nördlich des Kantabrischen Gebirges (Baskenland, Kantabrien, Asturien, Galicien) nicht erobern. Bereits im 10. und 11. Jahrhundert wurden sie von christlichen Heeren nach Süden abgedrängt (reconquista), wobei das ca. 20 km südlich von San Martín de Valvení gelegene Tal des Duero lange Zeit die jeweiligen Einflusssphären voneinander abgrenzte. Die erste Erwähnung des Ortsnamens stammt aus dem Jahr 1054. Während des Comuneros-Aufstands (1520–1522) bezog der Ort Position gegen die lokale Adelsfamilie und stellte sich auf die Seite Karls I.

## Sehenswürdigkeiten

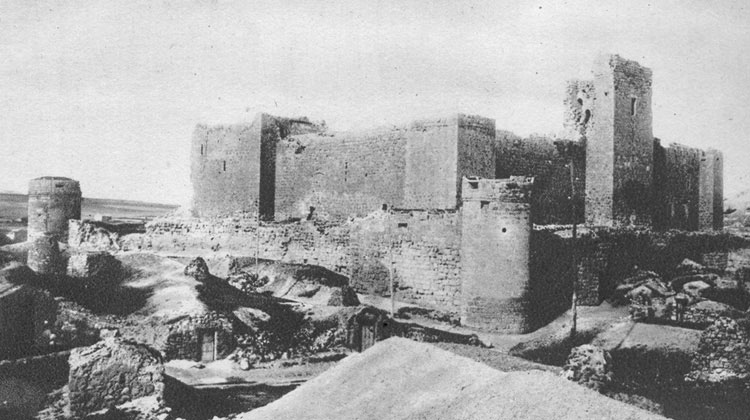
Burgruine

- Die Burg (castillo) entstand im 14./15. Jahrhundert und gehörte den Adelsfamilien der Robles und der Guevara; deren Wappen sowie die Jahreszahl 1453 sind über dem Portal abgebracht. Der Bergfried (torre del homenaje) ist in der inneren Befestigungsring integriert. Die Burg wurde von den Bürgern des Ortes im Jahr 1521 teilweise zerstört.[4][5]
- Die Ermita de Nuestra Señora la Virgen del Castillo steht auf dem Nachbarhügel. Das Portal zeigt einen Hufeisenbogen, was auf eine ursprüngliche Bauzeit im 10. Jahrhundert hinweist.[6]
- Die Iglesia de San Miguel Arcángel ist dem Erzengel Michael geweiht. Das romanische Südportal mit seinen vielfältig gestalteten Archivoltenbögen ist das schönste der Region. Das ursprünglich einschiffige Innere ist spitztonnengewölbt und wurde im 15. Jahrhundert um zwei Seitenkapellen und im 18. Jahrhundert um ein Seitenschiff erweitert. Die Kirche wurde in den Jahren 2004 bis 2009 restauriert.[7]

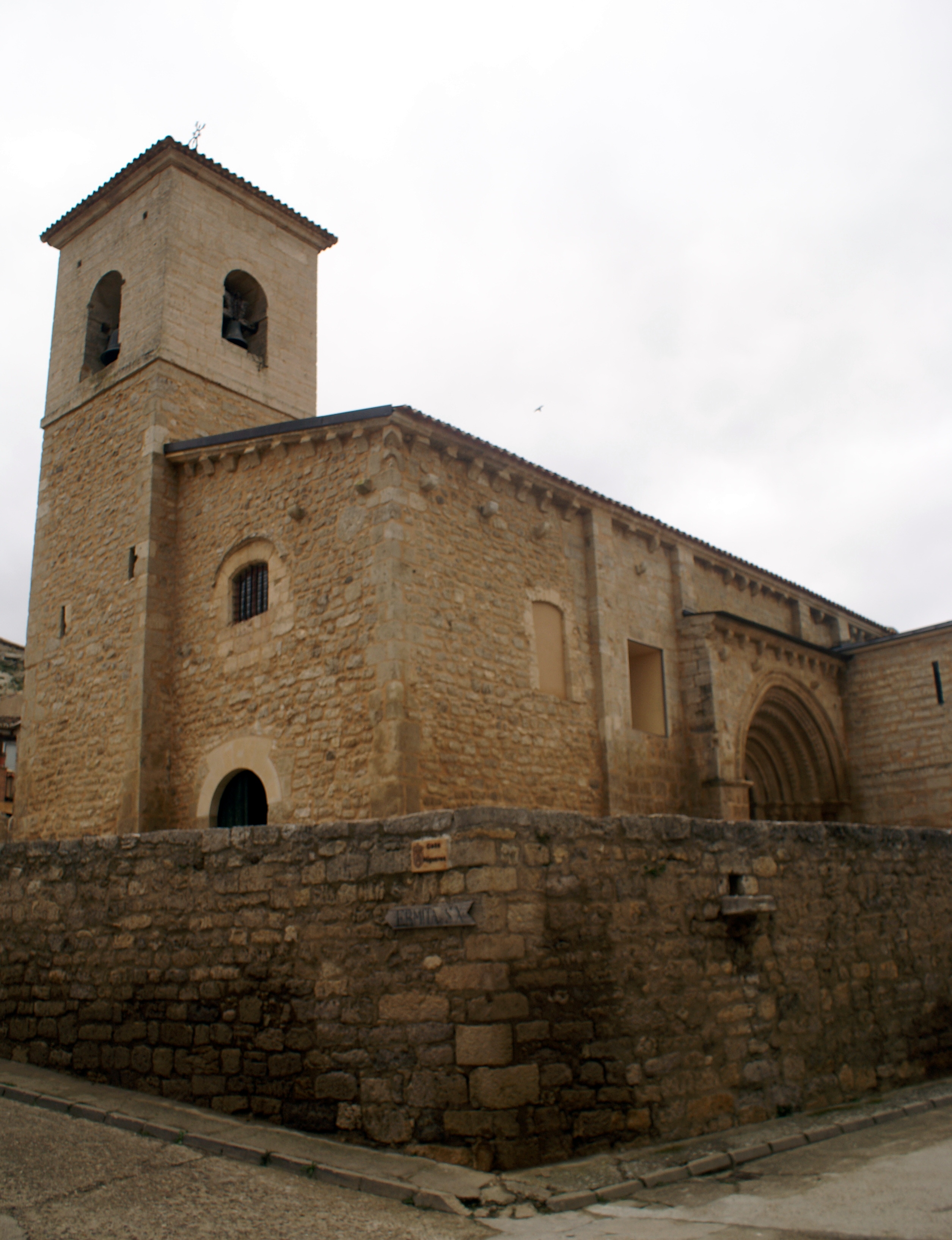
Kirche San Miguel
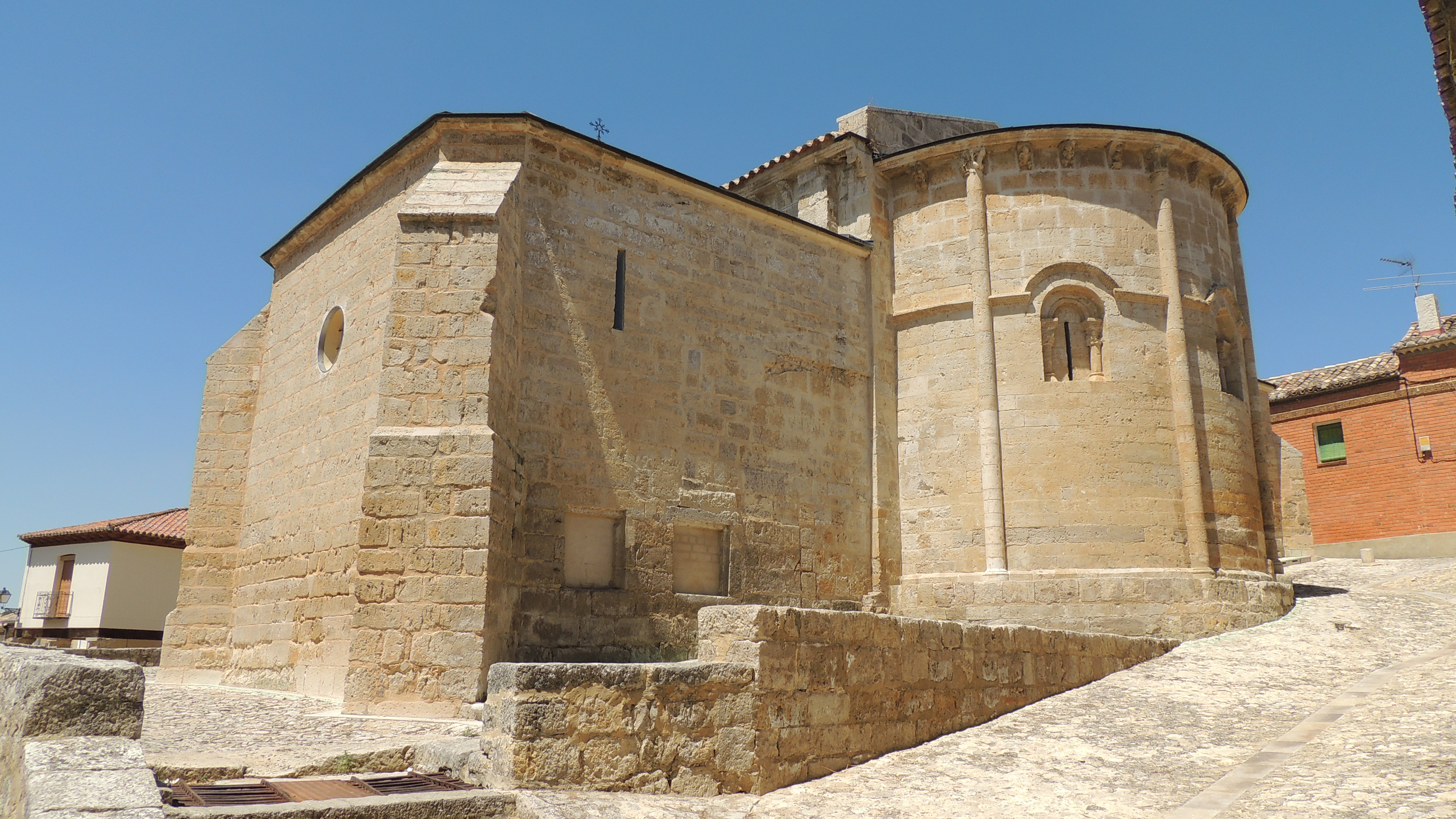
dto., Apsis
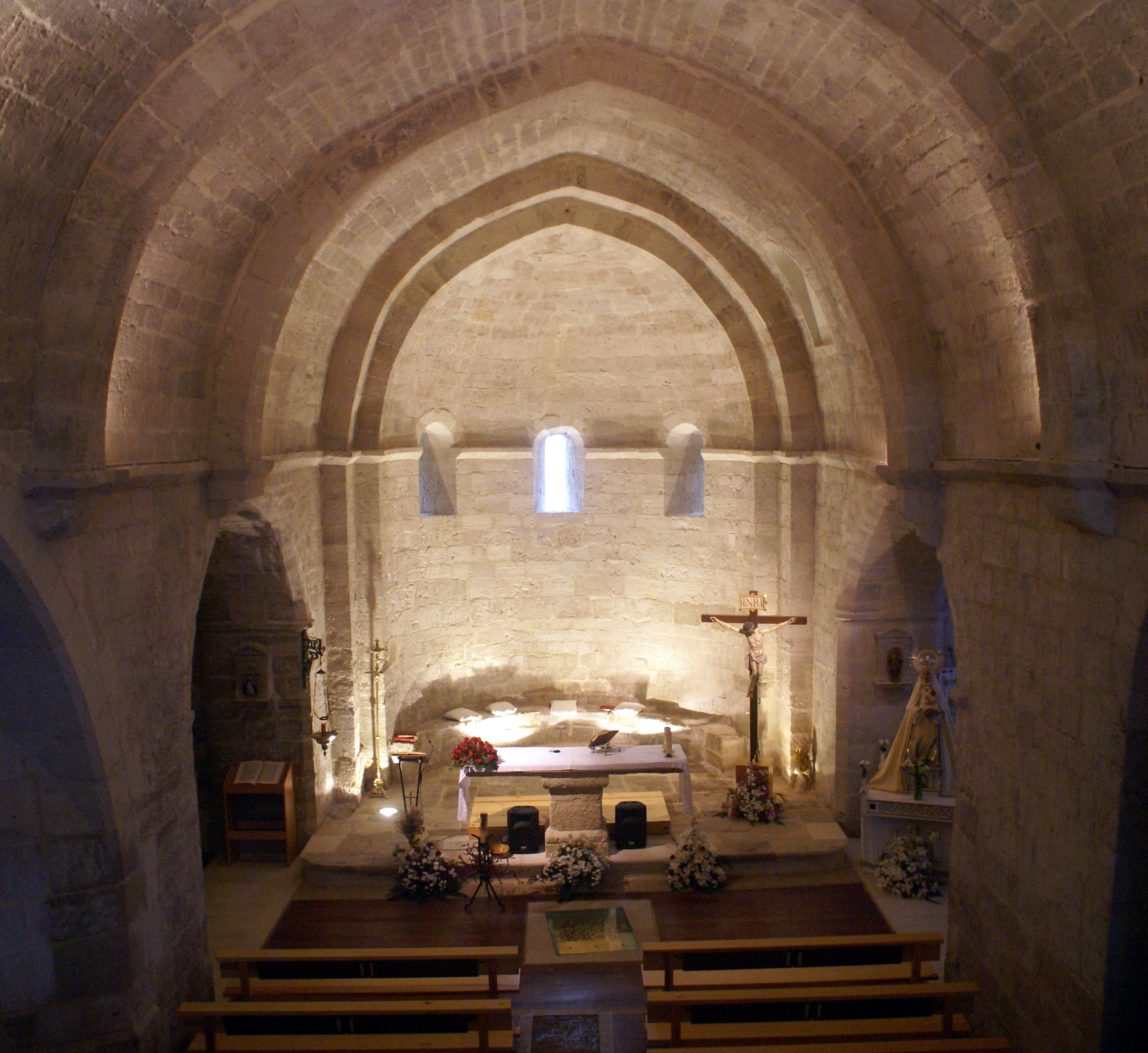
Kirchenschiff und Apsis
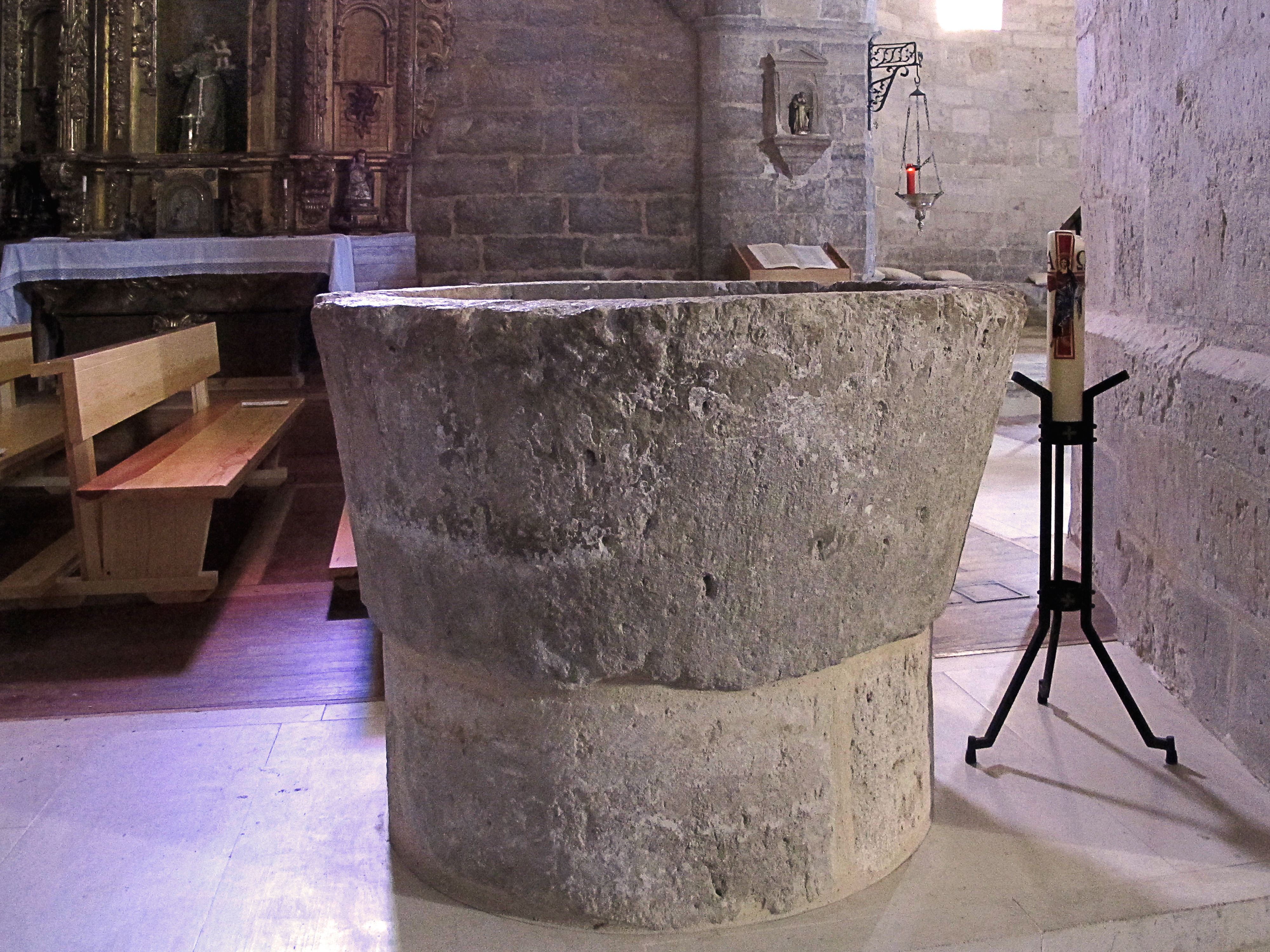
Taufstein